# Edson Oda
Edson Oda (* in São Paulo) ist ein brasilianischer Filmemacher.

## Leben
Edson Oda ist japanischer Abstammung und wurde in São Paulo geboren, wo er auch aufwuchs. Er wurde katholisch erzogen.
Nach seinem Bachelor-Abschluss im Werbefach an der Universidade de São Paulo entschied sich Oda im Jahr 2012, nach Los Angeles zu ziehen und an der USC School of Cinematic Arts Film zu studieren, obwohl er sich bereits in seiner Heimatstadt im Werbegeschäft etabliert hatte. Seine Kurzfilme The Writer und Malaria entstanden aus seiner Leidenschaft für Comics heraus und waren mit geringem Budget zu realisieren. The Writer wurde beim Latin Grammy als bestes Musikvideo nominiert, Malaria wurde beim Seattle International Film Festival mit dem Special Jury Award ausgezeichnet.
Nach seinem Master of Fine Arts im Film- und Fernsehproduktionsprogramm der SCA im Jahr 2015 wurde Oda für das Sundance Institute Screenwriters Lab ausgewählt, was schließlich zu seinem Spielfilmdebüt Nine Days führte. Der Film mit Winston Duke und Benedict Wong in den Hauptrollen spielt in einer parallelen Dimension, in der die Freiseelen von Menschen neun Tage lang auf ihre Tauglichkeit hin überprüft werden, neugeboren zu werden.

## Filmografie
- 2012: The Writer (Kurzfilm)
- 2013: Malaria (Kurzfilm)
- 2020: Nine Days

## Auszeichnungen
Black Reel Award
- 2021: Nominierung als Bester Independent-Film (Nine Days)[6]

Gotham Award
- 2021: Nominierung für die Beste Nachwuchsregie (Nine Days)[7]

Independent Spirit Award
- 2021: Nominierung als Bester Debütfilm (Nine Days)

Internationales Filmfestival von Stockholm
- 2020: Nominierung als Bester Film für das Bronzene Pferd (Nine Days)[8]

Seattle International Film Festival
- 2013: Auszeichnung mit dem Sonderpreis der Jury im Short Film Competition - Animation (Malaria)
- 2013: Nominierung für den Golden Space Needle Award / 2nd Runner-up (Malaria)[4]

Sundance Film Festival
- 2020: Nominierung im U.S. Dramatic Competition (Nine Days)
- 2020: Auszeichnung mit dem Waldo Salt Screenwriting Award – U.S. Dramatic (Nine Days)